# Jovinian

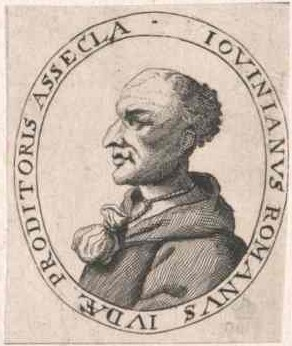
Jovinianus, Darstellung aus der Barockzeit; Umschrift: Der Römer Jovinian, Nachahmer des Verräters Judas

Jovinian, lateinisch Jovinianus (* 4. Jahrhundert; † um 405), war ein altchristlicher Mönch und theologischer Schriftsteller, der die kirchliche Aszetik angriff und deswegen im Jahr 390 in Mailand als Irrlehrer verurteilt wurde. Seine Person und Lehre sind hauptsächlich aus der gegen ihn gerichteten polemischen Abhandlung Adversus Iovinianum des Hieronymus bekannt. Seine Heimat war vermutlich Italien, vielleicht Rom.

## Voraussetzungen
Um die Wende zum vierten Jahrhundert, parallel mit dem Ende der Christenverfolgungen im Römischen Reich und dem Beginn der Privilegierung, hatten die alten asketischen Tendenzen des Christentums im eremitischen Mönchtum eine radikale Gestalt gefunden. Jovinian wählte diese Lebensform und behielt sie, soweit bekannt, zeitlebens bei.
Gleichzeitig war in der Kirche die Lehre allgemein geworden, dass eine Lebensform umso verdienstlicher und dem Himmelreich näher sei, je mehr Einschränkung des natürlichen Begehrens sie dem Menschen abverlange. Die Befolgung der Evangelischen Räte Keuschheit, Armut und Gehorsam wurde zwar von der Kirche nicht allen auferlegt – wie es der Montanismus und andere enthusiastische Strömungen forderten –, galt jedoch als der sicherere und höherwertige Weg zu Gott gegenüber einem Leben in der Ehe und in materieller Sorge. Diese unterschiedliche Bewertung lehnte Jovinian ab.

## Lehre Jovinians
Jovinians Anliegen war die fundamentale Gleichrangigkeit von Keuschheit und Ehe, Fasten und dankbarem Genuss, freiwilliger Armut und verantwortlich genutztem Wohlstand. Durch die Taufe sei die menschliche Sündhaftigkeit ein für alle Mal und bei allen geheilt, so dass alle Gott gleich nah seien und kein weiteres Fortschreiten zu ihm, sondern nur ein Bewahren der erlangten Gnade nötig hätten. Dieses Bewahren sei in den verschiedenen Lebensformen gleicherweise möglich.
In innerem Zusammenhang damit stand seine Ablehnung des Glaubens an die immerwährende Jungfräulichkeit der Gottesmutter auch bei und nach der Geburt, die er mit dem Hinweis auf die im Neuen Testament erwähnten Geschwister Jesu begründete.
Jovinian fand mit seinen Anschauungen Anhänger, von denen einige aus den Verurteilungsakten namentlich bekannt sind.

## Kontroverse
Der römische Senator Pammachius, ein Christ und Jugendfreund des Hieronymus, sandte diesem die Schriften Jovinians mit der Bitte, sie zu beurteilen. Hieronymus verfasste daraufhin eine zweibändige Widerlegungsschrift, die in scharfem und persönlich verletzendem Ton gehalten ist. Er nennt Jovinian einen Epikur der Christenheit und unterstellt ihm die Befürwortung jeder Ausschweifung. Die leibliche Enthaltsamkeit beschreibt er als Gemeinschaft mit dem Kreuz Christi und Teilhabe an seinem Erlösungswerk, geht aber in seinem Eifer so weit, der Ehe ihren positiven Wert im Heilsplan Gottes und im Leben der Kirche faktisch abzusprechen.
Pammachius war von Ton und Inhalt der Schrift des Hieronymus abgestoßen und versuchte – vergeblich –, ihre Verbreitung zu verhindern.

## Verurteilung
Papst Siricius und eine von Ambrosius in Mailand versammelte Synode verurteilten im Jahr 390 Jovinianus als Irrlehrer und schlossen ihn aus der kirchlichen Gemeinschaft aus. Für sie bedeutete seine Lehre, dass die christliche Disziplin auf Innerlichkeit und Unsichtbarkeit reduziert wurde. Die Taufgnade verstanden sie gerade als Ermöglichung eines „verdienstlichen“ Voranschreitens auf dem Weg zu Gott. Eben darin sahen sie das Wesen des kirchlichen Lebens.
Hieronymus’ Schrift Contra Vigilantium enthält eine Bemerkung über Jovinian, die darauf schließen lässt, dass er zur Abfassungszeit (409) nicht mehr am Leben war.